# Kempen (streek)
De Kempen (vroeger Kempenland of Toxandrië genoemd) zijn een zanderige streek in het noordoosten van België en in de Nederlandse provincie Noord-Brabant, ten zuiden van de lijn Eindhoven-Tilburg.

## Etymologie
De naam van de streek is een vervorming van het woord Campinia of Campina, wat Latijn is voor open vlakte. In de laat-Romeinse tijd werd de streek aangeduid met de naam Toxandrië. De Toxandriërs kennen we in de geschriften van Julius Caesar ook als Eburonen. Toxandrië verwijst naar taxus waar ebur in Eburonen eveneens naar verwijst.

## Ligging

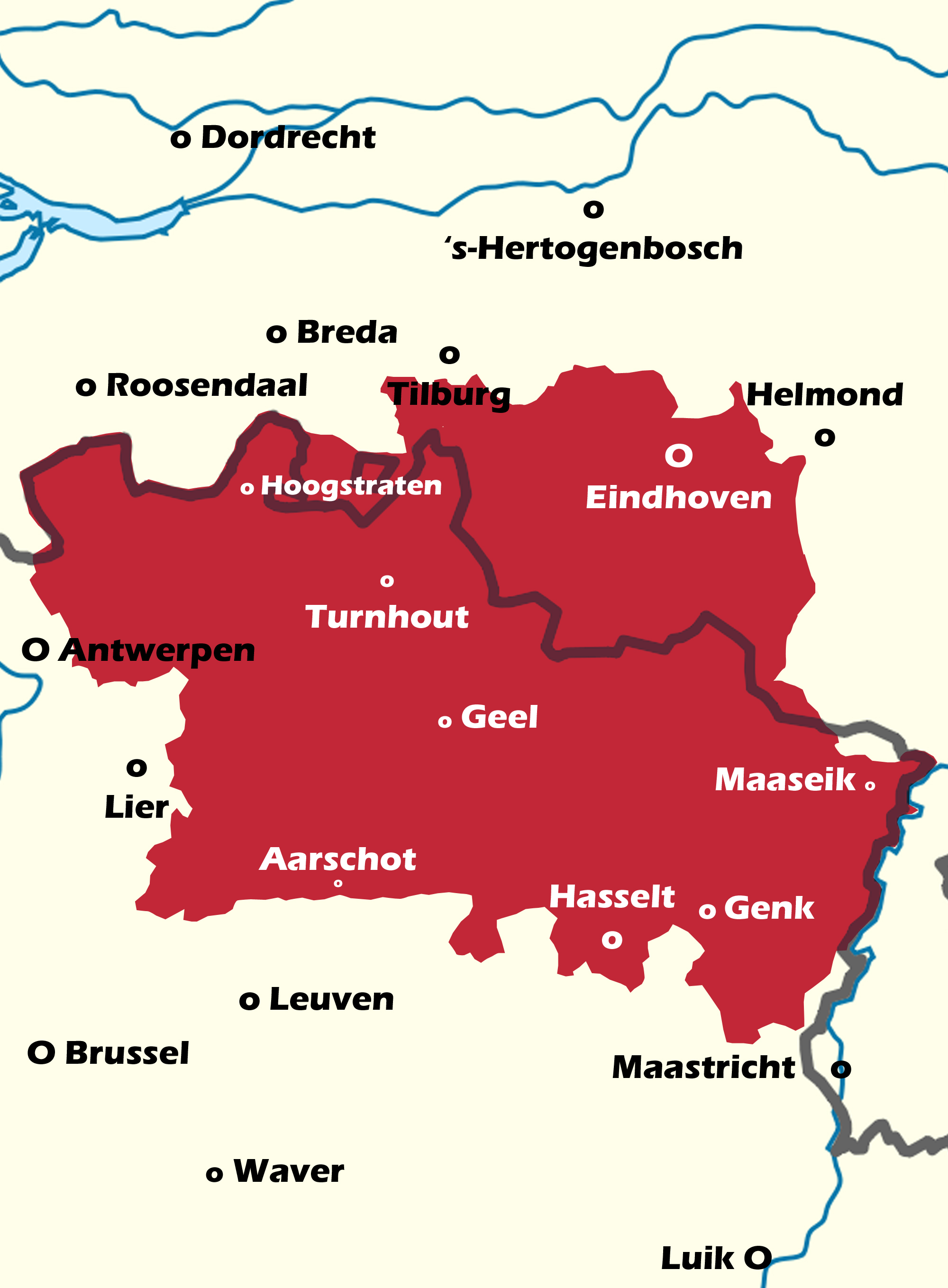
Overzichtskaart De Kempen, ingezoomd

De Vlaamse Kempen nemen het grootste deel van de provincie Antwerpen, het noorden, midden en westen van Belgisch Limburg en het uiterste noorden van Vlaams-Brabant in.
Als begrenzing van de Kempen in het Vlaams Gewest kan men beschouwen: in het westen de Scheldevallei en de Scheldepolders, en de lijn Wijnegem-oostrand van Lier-Boortmeerbeek, in het oosten de Maasvallei, in het zuiden de lijn Rupel-Dijle, door het noorden van Vlaams-Brabant, aan de Demer, en aan een lijn over Hasselt van Munsterbilzen tot Lanaken.
De polders langs de rechteroever van de Schelde maken geen deel uit van de Kempen, evenmin als de Antwerpse agglomeratie. De streek tussen de Beneden-Zenne en de Dijle, ten noorden van de lijn Vilvoorde-Leuven, hoort er dan weer wel bij en wordt de Brabantse Kempen genoemd.
Ten noorden van de grens met Nederland zetten de Kempen zich voort door de zandgronden van het zuidoosten van Noord-Brabant tot ten noorden van Eindhoven, en in Nederlands Limburg (Peel, Weert), en vormen er één geheel mee. Deze (sub)streek staat ook wel bekend als de Nederlandse- of Brabantse Kempen.
Het Kempenland ligt in het hart van het vroegere hertogdom Brabant en in het noordelijk deel van het voormalige graafschap Loon. Het moet overigens niet verward worden met het kwartier van Kempenland, dat weliswaar tot de Kempen behoort, maar er slechts een klein onderdeel van is.

### Substreken
Er zijn landbouwkundig drie substreken in de Vlaamse Kempen te onderscheiden;
- De Noorderkempen, het waterscheidingsgebied tussen de Maas en de Schelde, met het gebied van Hoogstraten, de Turnhoutse Kempen en de Antwerpse Voorkempen; in het zuiden begrensd door de lijn Wijnegem-Grobbendonk-vallei van de Kleine Nete-Mol.
- De Zuiderkempen met de riviervlakte der beide Neten (ook Centrale- of Verbeterde Kempen genoemd), de Brabantse Kempen in het westen (tussen Zenne en Dijle), met tussen Grote Nete en Demer de eigenlijke Zuiderkempen, tot aan de lijn Oostham-Lummen in het westen van Belgisch Limburg (deel van Luikse Kempen). Noorder- en Zuiderkempen vormen geomorfologisch de Kempische Laagvlakte.
- De Limburgse Kempen of Oude Kempen (geomorfologisch ongeveer samenvallend met het Kempens Plateau). Sinds de winning van steenkool in de Limburgse Kempen is er ook sprake van de Mijnstreek oftewel het Kempens Bekken.

De volgende gemeenten uit het zuiden van de Noorderkempen en uit het noorden van de Zuiderkempen worden soms gebundeld onder de term Middenkempen (een term die agronomisch of geomorfologisch echter zinledig is): Balen, Geel, Grobbendonk, Herentals, Kasterlee, Laakdal, Lille, Lommel, Meerhout, Mol, Dessel, Olen, Retie, Vorselaar, Westerlo, Zandhoven en Zoersel.

## Natuur en klimaat

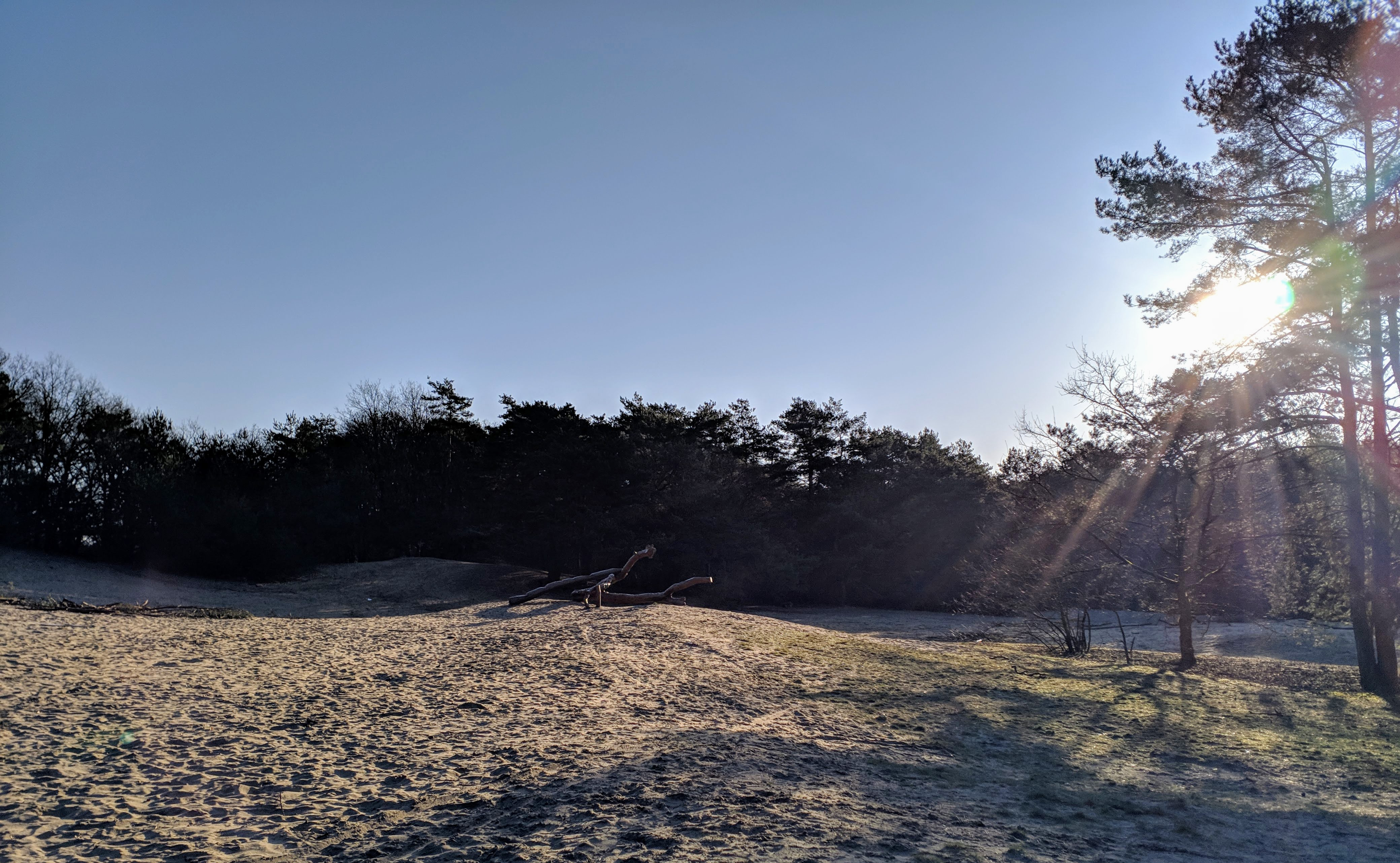
Galbergen in Mol

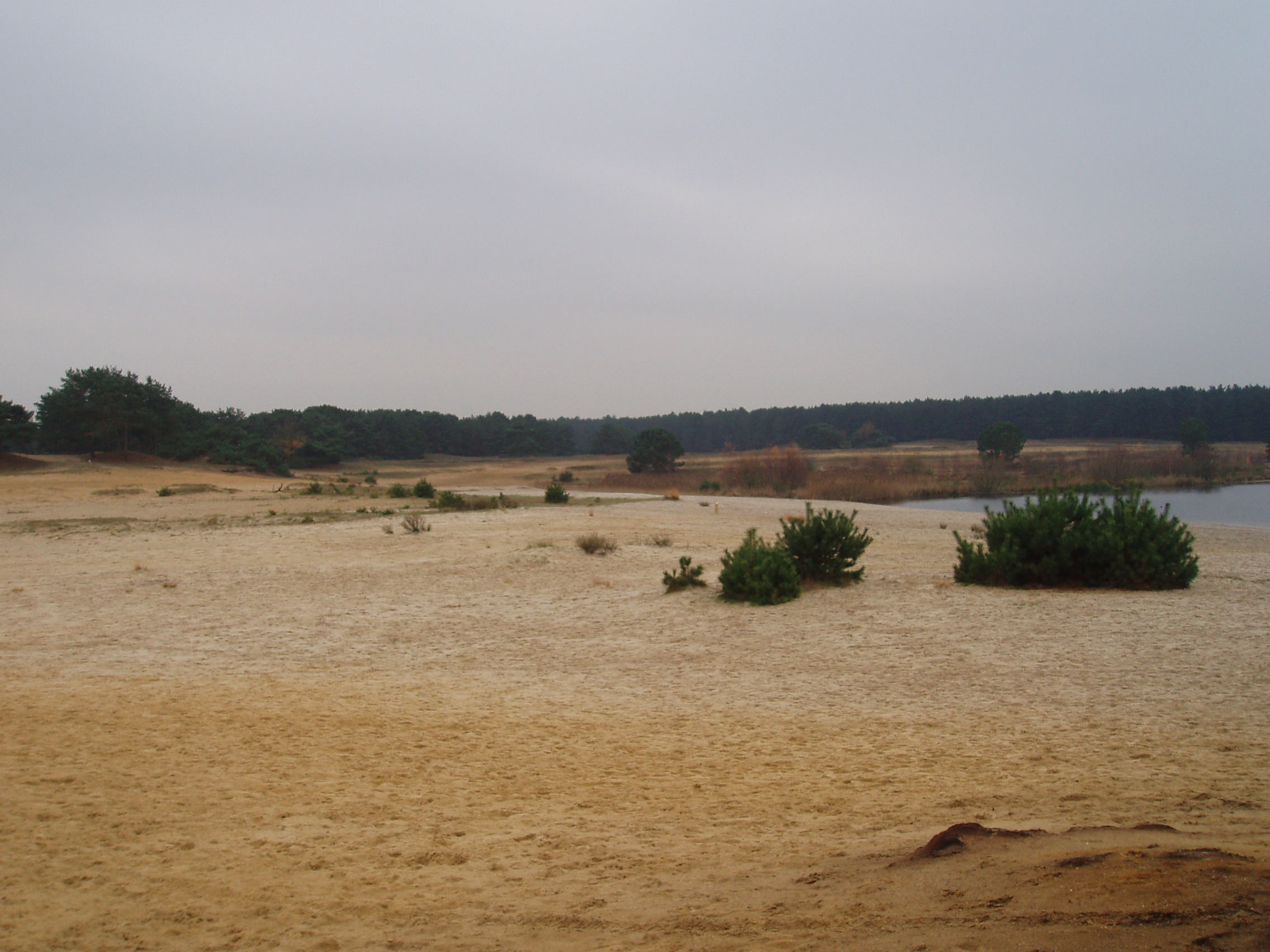
Sahara in Lommel

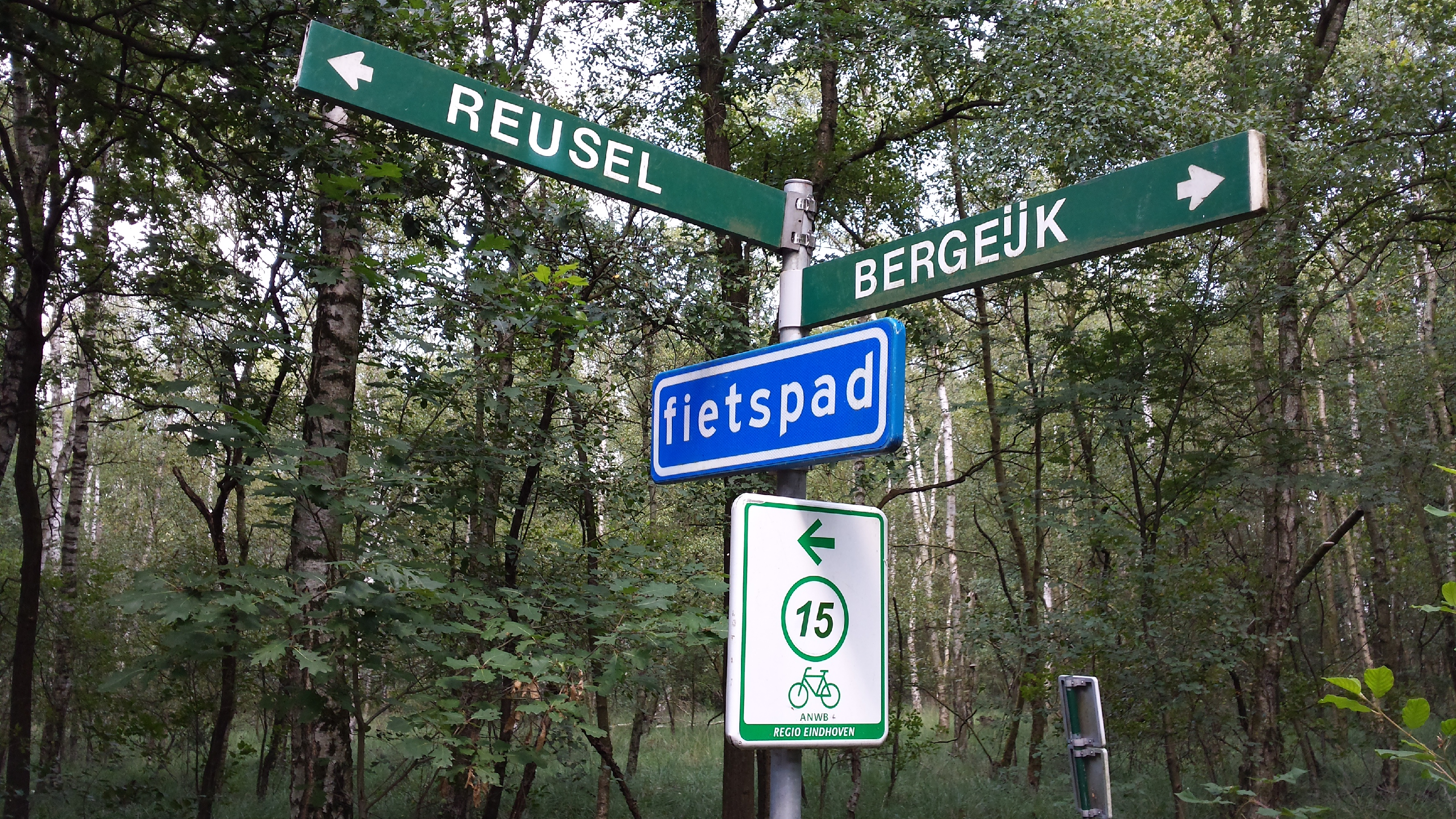
Bewegwijzering in de Brabantse Kempen (Reusel en Bergeijk)

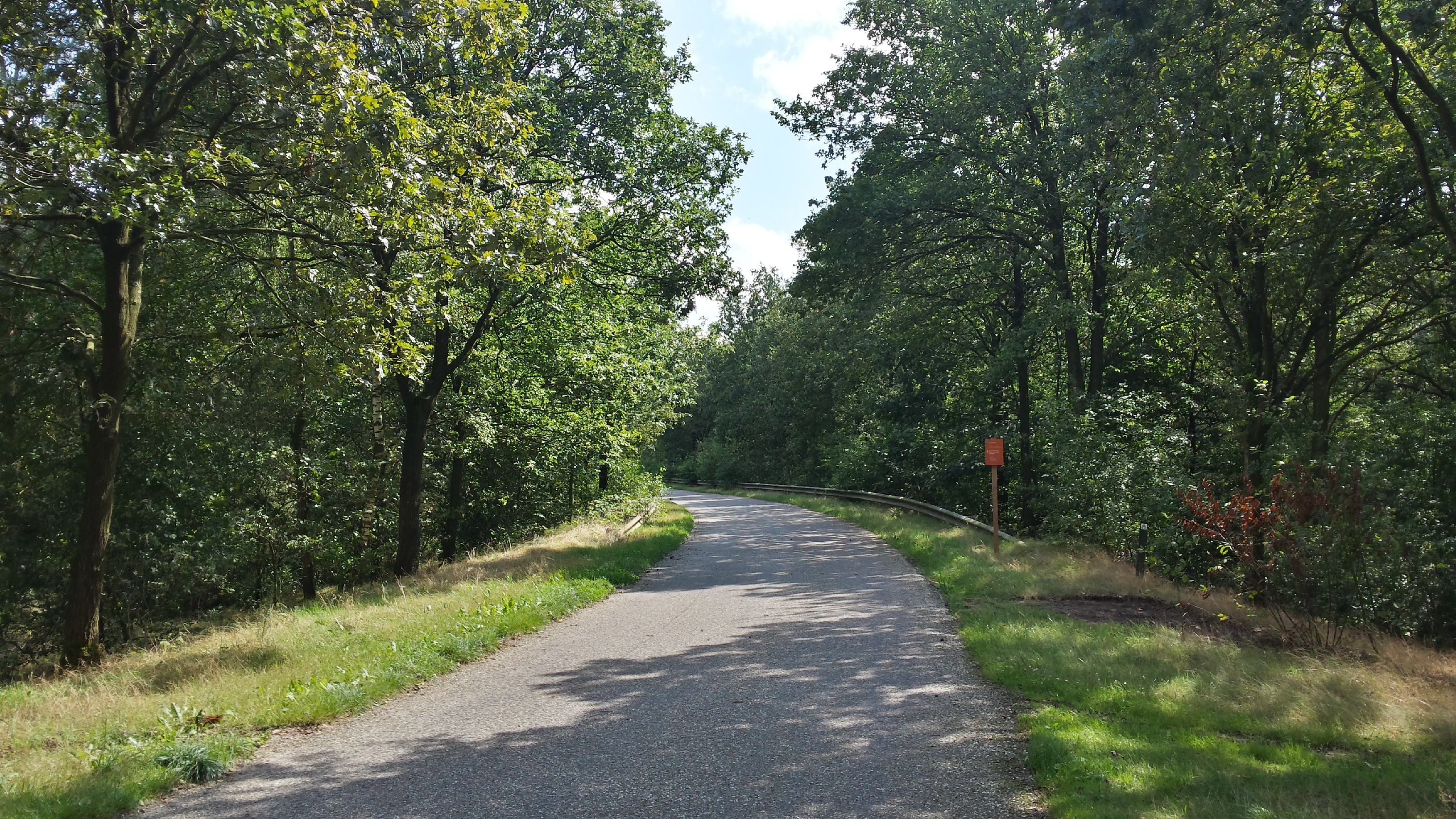
Typische weg door de Brabantse Kempen

Hét kenmerk van de Kempen is hun zanderige bodem, waardoor de Kempen tot omstreeks 1860 grotendeels bedekt waren met heide, eikenbos, vennen en veengebieden. Nu komen er nog een aantal bossen, vennen, heiden en weilanden voor, maar door zware bemesting en lintbebouwing zijn deze stilaan een eerder kleinschalig landschap geworden. De relictgebieden bevinden zich vaak op de grens tussen gemeentes of te midden van inmiddels grootschalig verkavelde landbouwgronden. Meestal omvatten ze moerassen, donken en/of heidegebieden, vaak inmiddels bebost met dennenbomen.
Her en der komen nog tot meerdere tientallen hectare grote heide- en bosrelicten voor, zoals in België de Kalmthoutse Heide (Kalmthout), het Turnhouts Vennengebied (Turnhout), landschap De Liereman (Oud-Turnhout), natuurgebieden "De Teut" (Zonhoven), "het Hageven" (Neerpelt) en "Tenhaagdoornheide" (Houthalen-Helchteren), De Maten (Genk) en het Nationaal Park Hoge Kempen. Daarbij zijn er ook plaatsen waar duinen ontstaan zijn, zoals in Kasterlee en Lichtaart, "de Sahara" in Lommel en het Gruitroderbos in Opglabbeek.
In de Kempen liggen Regionaal Landschap de Voorkempen, Regionaal Landschap Kleine en Grote Nete, Regionaal Landschap Lage Kempen en Regionaal Landschap Kempen en Maasland.
In Nederland ligt tussen Boxtel en Oisterwijk het meer dan 1200 ha grote natuurgebied Kampina. Het omvat dennenbossen en de Kampinase Heide en de Beerze en de Rosep stromen er meanderend doorheen. In de gemeenten Eersel, Bladel en Reusel-De Mierden ligt het natuurgebied De Kempen. Dit natuurgebied van meer dan 2000 ha omvat onder andere de Hapertse Heide en de Cartierheide. Het grootste deel van het gebied is als Boswachterij De Kempen in bezit van Staatsbosbeheer. Het Leenderbos en de Groote Heide vormen een aaneengesloten natuurgebied van meer dan 3000 ha. Het natuurgebied ligt voor het grootste deel in de gemeente Heeze-Leende, kleinere gedeelten in de gemeenten Waalre en Valkenswaard. De Achelse Kluis ligt vlak bij de Groote Heide.
De Kempen zijn in de zomer de warmste plek van België. In het zuiden van de Kempen, werd op 25 juli 2019 in Begijnendijk, een recordtemperatuur gemeten van 41,8 °C. Dat was tevens de hoogste temperatuur ooit in België gemeten. In de winter zijn de Limburgse Kempen de koudste plek van Vlaanderen. Ook in Nederland zijn de Kempen, in het bijzonder het gebied rond Eindhoven, in de zomer vaak de warmste streek.

## Geschiedenis

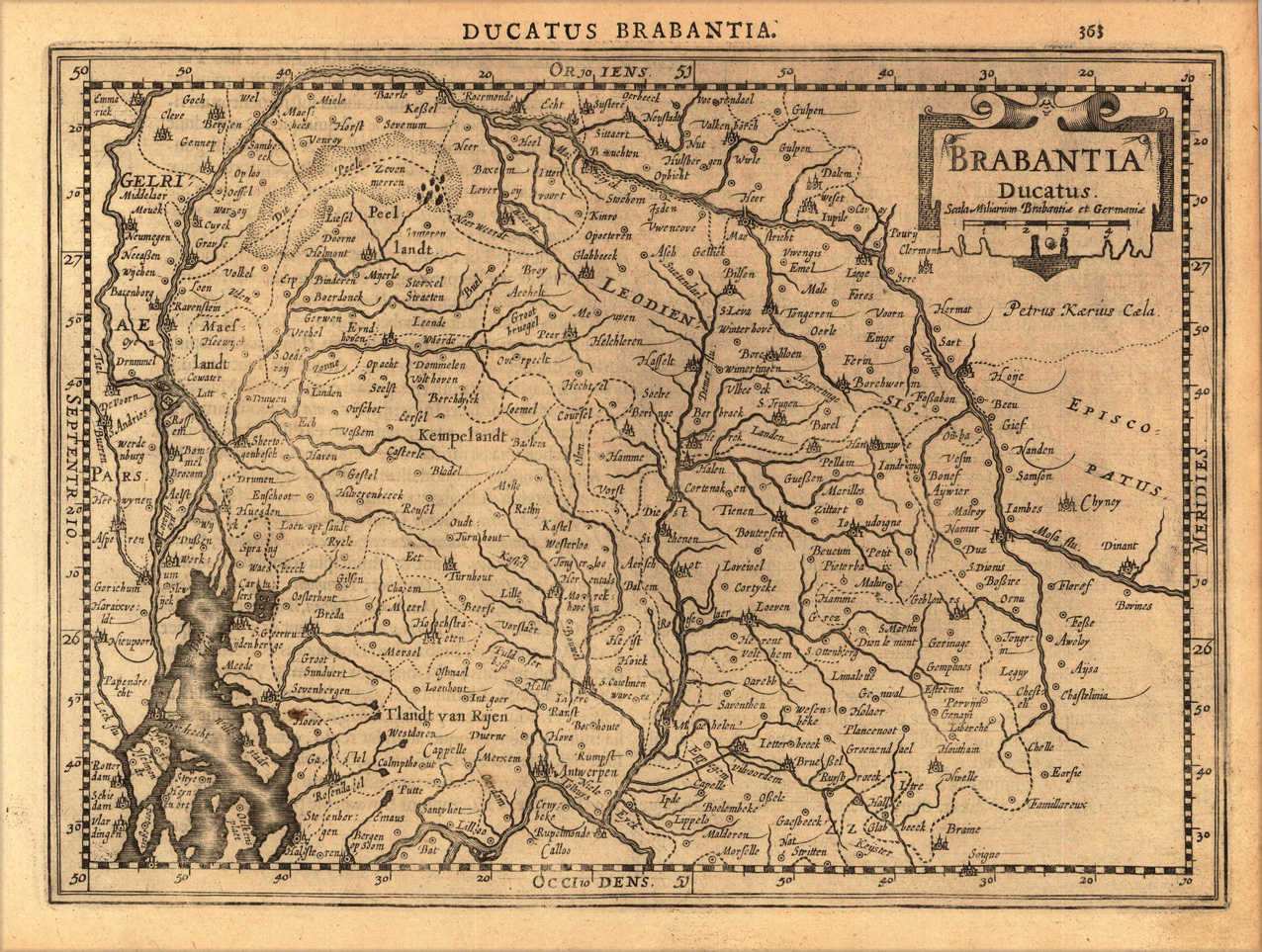
Het Kempenland gelegen in het Hertogdom Brabant (kaart van Mercator, 1632)

De naam van de streek is een vervorming van het Latijnse Campinia of Campina, hetgeen 'land van velden' betekent (campus = kamp (omheind land), veld) en heeft te maken met een type landbouw, het kampenlandschap gebaseerd op de es. In het Frans wordt de streek overigens nog steeds la Campine genoemd en in het Engels the Campine. Ook worden de Kempen soms als Toxandrië of Taxandria aangeduid, een naam die naar taxus verwijst en uit de Romeinse tijd stamt.
Er zijn twee bijvoeglijke naamwoorden met de betekenis: van, in, uit, betreffende, met betrekking tot de Kempen. Voor niet-menselijke zaken gebruikt men doorgaans het bijvoeglijk naamwoord, Kempens: Kempense leem, Kempense gotiek, Kempense koeienras, Kempense kanalen. Van het Franstalige Campine afgeleid komt dan weer het bijvoeglijk naamwoord, Kempisch: het Kempisch dok, een Kempisch hoeveke, een Kempisch accent, Kempische koffiewafels, Kempische klederdracht. Een andere indeling is het frequentere gebruik van Kempens in Nederland, en van Kempisch in België.
De inwoners van de Kempen worden Kempenaars genoemd, wat ook de naam van een scheepstype is, en van een aardappelsoort waarvan het pootgoed uit de Vlaamse Kempen afkomstig is.
In de Kempen zijn tientallen urnenvelden gevonden. In de 19e en 20e eeuw zijn vooral door de ontginning van heidevelden vele urnenvelden verdwenen door afgraving. Een redelijk bewaard gebleven urnenveld is dat op de Boshoverheide bij Weert. Oorzaak van het behoud is de arme grond aldaar, waardoor niemand er iets mee gedaan heeft. Verder zijn bij de grafheuvels in Veldhoven nog (resten van) urnenvelden zichtbaar.
De Kempense bevolking leefde hoofdzakelijk van de landbouw, ook al bracht die niet veel op. De boerderijen waren de typische Kempense langgevelboerderijen die in een aantal Kempense dorpen nog te bezichtigen zijn of bewaard zijn gebleven als woonhuis. Veel van het Kempens bouwkundig, agrarisch en cultuurhistorisch erfgoed wordt bewaard in het openluchtmuseum van Bokrijk. 
De vroegere Kempische leefgewoonten en dialecten zijn onderwerp geweest van veel wetenschappelijk onderzoek en daardoor in diverse publicaties uitvoerig beschreven, onder andere door Anton de Bont ('Dialekt van Kempenland') en Theodorus Ignatius Welvaarts, de prior en archivaris van de Abdij van Postel. Het gebied is rijk aan verhalen over onder anderen de Bokkenrijders en Kabouterkoning Kyrië met zijn kaboutervolkje.

### Romeinse tijd
In de Romeinse tijd wordt heel Vlaanderen sterk geromaniseerd, uitgezonderd de Kempen; net als de noordelijke Nederlanden blijven de Kempen qua taal, geloof, bestuur en economie eerder Germaans. Toen de Romeinse veldheer Julius Caesar deze contreien bezette, werd 'Toxandria' bewoond door Keltisch-Germaanse Eburonen, en nadat die aan de top grotendeels uitgeroeid waren ten gevolge van de opstand onder Ambiorix vestigden zich hier Toxandriërs (als restvolk van de Eburonen), die hun naam gaven aan het gebied. De naam 'Ebu' in Eburonen verwijst zoals 'Toxa' in Toxandriërs beide naar taxus of venijnboom. In 358 na Chr. vestigden de Salische Franken zich als Laeti in Toxandria. Het maakte deel uit van het Romeinse Keizerrijk tussen 12 v.Chr. en 406/407 na Chr. In de vijfde eeuw volgt de tweede germaniseringsgolf met de Frankische kolonisatie.
Ook de Romeinen hebben dus hun sporen nagelaten in de Kempen. In Hoogeloon heeft men de resten van een Romeinse grafheuvel, de Kaboutersberg, en een Romeinse villa ontdekt uit de 2e eeuw. Deze villa maakte deel uit van een agrarische nederzetting. Langs een weg tussen Hapert en Casteren is een Romeinse muntschat met 2598 munten uit de 3e, 4e en 5e eeuw gevonden. Er zaten munten tussen van onder anderen Tetricus I, Julianus, Valentinianus I, Honorius en Arcadius. Van Postumus wordt vermoed dat hij uit Deusone kwam, dat wellicht nu het hedendaagse Diessen is, maar waarschijnlijker is dat met Deusone het riviertje de Dieze bedoeld is. In Diessen zelf zijn een fragment van een Romeinse dakpan, terra sigillata en een bronzen munt van Constantijn gevonden. In Veldhoven zijn een terracotta beeldje van de godin Diana en de resten van een Romeinse wachttoren gevonden.

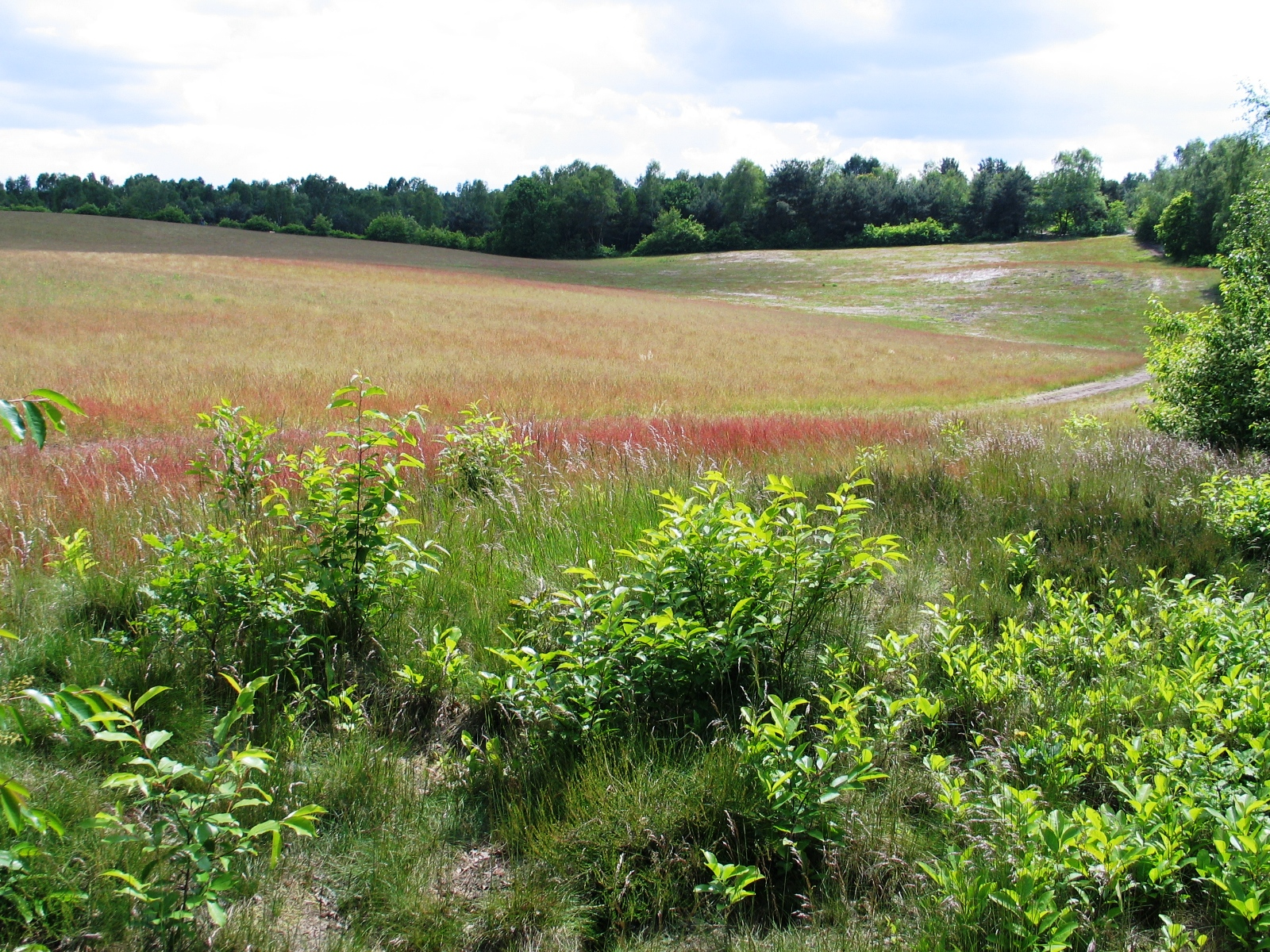
De Teut aan de zuidelijke rand van de Kempen

### Middeleeuwen
Reeds voor de vestiging van de abdijen in de Kempen in de twaalfde eeuw, zoals die van Tongerlo, Postel en Averbode, waren er grote ontginningen. De vita van Sint-Dimpna maakte gewag van het kappen van hout in de omgeving van Geel. In de eerste helft van de dertiende eeuw werden door Hendrik I van Brabant vrijheden gesticht, waaronder Herentals in 1209, en in 1212 Turnhout, Arendonk, Hoogstraten en ten noorden van de Kempen Oisterwijk. Eindhoven kreeg pas vrijheidsrechten in 1232 en Lommel in 1332. Herentals zou uitgroeien tot een omwalde stad.
Vanaf de 13e eeuw vond vervening plaats, en er werden vele vaarten gegraven om de turf af te voeren naar de steden. Deze werden "vletsloten" genoemd, naar de vletten waarop de turf werd vervoerd. Na het afgraven van het veen bleef een schrale grond over.
De woeste gronden rond de dorpen en vrijheden in de Kempen gebruikte men vanaf de 14e eeuw als gemeenschappelijke heide voor plaggenlandbouw en het telen van schapen. De uitgestoken plaggen heidegrond, door de schapen bemest, werden gemengd met de schapenmest uit de potstal, en hiermee werd de zeer arme akkergrond de es bij de dorpen bemest.
De Kempense wol werd gebruikt in de oudere steden buiten de Kempen als grondstof voor de lakenindustrie. Er ontstond ook een lakenindustrie in de Kempen zelf. Het laken van Herentals werd uitgevoerd naar het buitenland en ook in de dorpen waren er weefgetouwen. De lakenhal op de Grote Markt van Herentals is nog een getuige van de economische bedrijvigheid uit die periode.
In de Late Middeleeuwen waren de Kempen ook het centrum van de valkerij: er werden valken afgericht voor de valkenjacht aan de Europese hoven.
Naast boeren hebben er in de middeleeuwen ook handelaars en ambachtslieden gewoond. De teuten ondernamen handelsreizen naar Nederland, Duitsland, Frankrijk, Luxemburg of zelfs Denemarken.

### Nieuwe tijd
In de zestiende eeuw kwam de lakenindustrie ten val. Enkele locaties zoals Turnhout legden zich toe op het vervaardigen van linnen en tijk uit linnen. Na de Opstand werd Noord en Zuid van elkaar gescheiden door een staatsgrens. Vooral het mercantilisme werd echt nadelig voor de regio. Het accent kwam weer op de landbouw te liggen. Veel boerderijen werden verplaatst van de hoge gronden naar de lage beekdalen. Het traditionele hallehuis maakte daarbij plaats voor de langgevelboerderij. Zo ontstond het bekende rustieke landschap. De Kempen fungeerden vaak als decor voor schilders, waarvan Genk het bekendste voorbeeld is. Museum Kempenland te Eindhoven bezit een aanzienlijke en historisch belangrijke collectie kunst van schilders, tekenaars, beeldhouwers, edelsmeden en andere handwerk(st)ers uit deze regio.

### Industrialisatie
Na de Napoleontische tijd werden de Kempische kanalen gegraven. Voor deze smalle en ondiepe kanalen werd een speciaal scheepstype gebouwd: de kempenaar.
Tot voor de Eerste Wereldoorlog was de streek dunbevolkt. Er was veel armoede omdat de grond niet veel opbracht en er nauwelijks bemest werd. Pas eind 19e eeuw vatte de Industriële Revolutie er aan. Om die reden werd Limburg lange tijd als de meest achterstaande provincie van België beschouwd. Turnhout werd in de negentiende eeuw een industriestadje in de Kempen. Belangrijk voor Turnhout en omgeving zijn de papiernijverheid, chemische en farmaceutische industrie en steenbakkerijen.
Er waren opnieuw stichtingen van verschillende abdijen voor monniken die er rust konden vinden. Zo kwamen er onder meer de abdijen van Achel, Zundert, Postel, Westmalle. Maar de grote open ruimte werd ook benut voor de eerste nucleaire installatie in België en diverse militaire terreinen, zoals het kamp Leopoldsburg, de vliegbasis Kleine-Brogel, het voormalig schietveld van Brasschaat en Cooppal met bijhorende oefenterreinen in Kaulille.
Omdat de Kempen bovendien in het midden van de IJzeren Rijn liggen, vestigde zich hier ook vervuilende industrie, waaronder veel metaalverwerkende industrie. Er waren zinkfabrieken in Balen, Lommel, Overpelt en Rotem. Na 1900 werden de Kempische steenkoolmijnen gesticht ter ontginning van de Limburgse Kempen. Vanwege de snelle industrialisatie werd de provincie ontsloten en ontstonden er (vooral na de Tweede Wereldoorlog) nieuwe kernen, waaronder Geel, Beringen en Genk.
Veel Kempische dorpen hebben zich dan ook van veel historische elementen ontdaan. De meest pittoreske dorpen in de Noord-Brabantse Kempen zijn Oirschot, Bergeijk, Eersel en Hilvarenbeek. Hier liggen ook een aantal dorpen die bekendstaan als de "Acht zaligheden". Ook in de Antwerpse en Limburgse Kempen zijn er nog mooie heidegebieden bewaard gebleven en ook hier heeft men zijn "Acht zaligheden", maar dan wel in de vorm van een merkwaardige dennenboom, de Achtzalighedenboom. Vooral de streken rond Kasterlee, Lommel en Mol zijn belangrijke toeristische trekpleisters, waarvan de laatste twee onderdeel uitmaken van de Zeven Heerlijkheden, een streek in zowel de Belgische als de Nederlandse Kempen die eeuwenlang dienst deed als een gebied waarvan het middelpunt bestond uit een drielandenpunt.

## Plaatsen

### Antwerpen
In 2019 woonden in het Antwerpse gedeelte van de Kempen 461.421 mensen. De plaatsen in de provincie Antwerpen die tot de Noorder- (NK) en Zuiderkempen (ZK) behoren zijn:
|  | Noorderkempen: - Arendonk - Baarle-Hertog - Beerse - Brasschaat - Brecht - Essen - Hoogstraten - Kalmthout - Kapellen - Kasterlee - Lille - Malle - Merksplas - Oud-Turnhout - Ranst - Ravels - Retie - Rijkevorsel - Schilde - Schoten - Turnhout - Vosselaar - Wijnegem - Wuustwezel - Zandhoven - Zoersel |  | Zuiderkempen: - Balen - Berlaar - Bonheiden - Dessel - Geel - Grobbendonk - Heist-op-den-Berg - Herentals - Herenthout - Herselt - Hulshout - Laakdal - Lier - Meerhout - Nijlen - Olen - Putte - Vorselaar - Westerlo | Noorder- en Zuiderkempen: - Mol |

### Vlaams-Brabant
- Tot de Zuiderkempen behoren de Vlaams-Brabantse dorpen Averbode, Baal, Begijnendijk, Deurne (Br.), Keerbergen, Molenstede, Tremelo en Werchter. Hier wonen 53.064 mensen.[bron?]

- De overgang van Zuiderkempen tot Hageland gaat pal door Aarschot, Betekom, Diest, Langdorp, Rotselaar, Testelt en Zichem. De noordelijke rechteroever van de Demer is Kempisch.

- Onder de noemer Brabantse Kempen (tussen de Beneden-Zenne en de Dijle, ten noorden van de lijn Vilvoorde naar Leuven) vallen de dorpen Boortmeerbeek, het noorden van Elewijt, Haacht, Hever, Hofstade, Kampenhout, Muizen (sinds 1977 bij provincie Antwerpen), Rijmenam (eveneens prov. Antw.), Tildonk, Wakkerzeel en Wespelaar, alsook enerzijds een stukje van Bonheiden en anderzijds een stukje van Keerbergen.

### Noord-Brabant en Nederlands-Limburg
De Noord-Brabantse en/of Nederlandse Kempen wordt door de volgende Noord-Brabantse plaatsen met een gedeelte van het Limburgse Weert gevormd door:
| - Aalst - Baarle-Nassau - Baarschot - Bergeijk - Best - Biest-Houtakker - Bladel - Borkel en Schaft - Budel - Casteren - Dalem - Diessen - Dommelen - Duizel - Eersel - Eindhoven - Esbeek - Gastel - Geldrop - Gerwen |  | - Goirle - Haghorst - Hapert - Heeze - Hilvarenbeek - Hooge Mierde - Hoogeloon - Hulsel - Knegsel - Lage Mierde - Leende - Lommel** - Luyksgestel - Maarheeze - Meerveldhoven - Middelbeers - Moergestel - Nederweert - Netersel - Nuenen - Oerle - Oirschot |  | - Oisterwijk - Oostelbeers - Reusel - Riel - Riethoven - Soerendonk - Spoordonk - Steensel - Sterksel - Valkenswaard - Veldhoven - Vessem - Waalre - Walik - Weebosch - Weert* - Westelbeers - Westerhoven - Wintelre - Zeelst |
| * = gedeeltelijk * = voormalig |  | |  | |

### Belgisch-Limburg
De Belgisch-Limburgse plaatsen in de Kempen zijn:
| - As - Beringen - Bilzen* - Bocholt - Bree - Diepenbeek* - Dilsen-Stokkem* - Genk* - Halen* - Ham |  | - Hamont-Achel - Hasselt* - Hechtel-Eksel - Heusden-Zolder - Houthalen-Helchteren - Kinrooi - Lanaken* - Leopoldsburg - Lommel - Lummen |  | - Maaseik* - Maasmechelen* - Oudsbergen - Peer - Pelt - Tessenderlo - Zonhoven - Zutendaal |
| * = gedeeltelijk                                                                                  |  | |  |                                                                                            |

## Trivia
- De Kempen zijn de naamgever van een (vrijwel) uitgestorven landhoen, het Kempisch hoen.
- De Streek-GR Kempen loopt als lusvormig streekpad door de Antwerpse (en Nederlandse) Kempen; de LF Kempenroute doorkruist ook de streek.